# Claude Lelouch

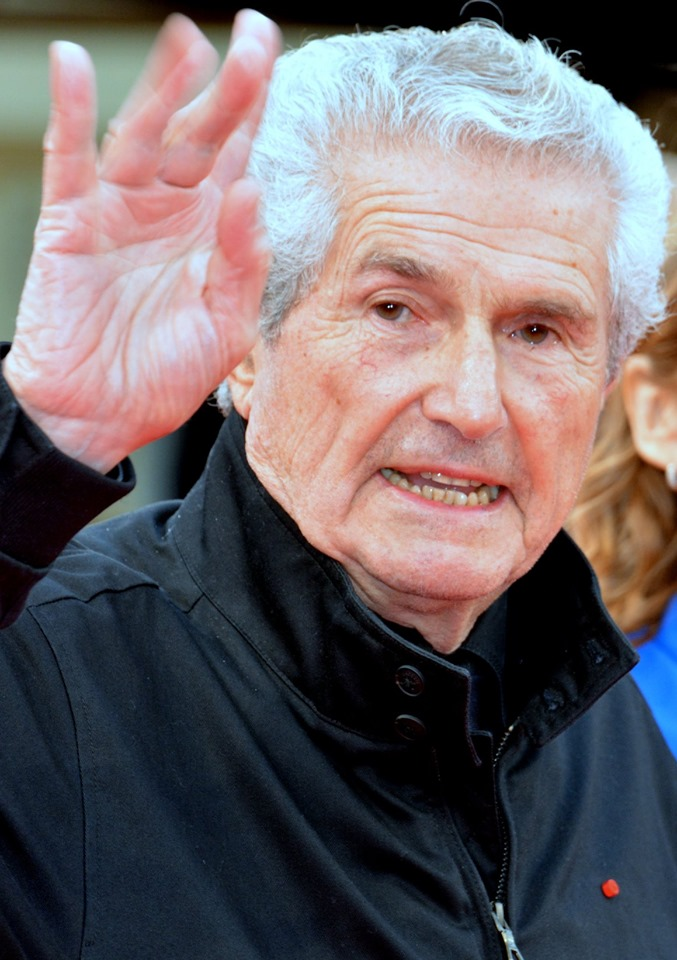
Claude Lelouch (2019)

Claude Barruck Joseph Lelouch [ˈklod ləˈluʃ] (* 30. Oktober 1937 in Paris) ist ein französischer Filmregisseur, Kameramann, Drehbuchautor, Produzent und Schauspieler. Sein Markenzeichen sind betont ästhetische Kameraeinstellungen.

## Leben
Lelouch ist der Sohn eines aus Algerien eingewanderten jüdischen Maßschneiders, der bei Ausbruch des Zweiten Weltkrieges nach Algerien zurückkehrte. Nach Kriegsende besuchte er das Collège Sainte-Barbe, das er ohne Abschluss verließ. Er bezeichnete sich selbst als „Kinojournalist“, als er Mitte der 1950er Jahre erste kurze Dokumentarfilme drehte. Ende der 1950er Jahre bereiste er unter anderem die USA und die UdSSR, schnitt aus dem dort entstandenen Material mehrere Dokumentarfilme und verkaufte sie an das Fernsehen.
Im Jahr 1960 gründete er die Produktionsgesellschaft „Les Films 13“, mit der er über 200 Scopitones fertigte – kurze Musikfilme für den Einsatz in Musikboxen. Im selben Jahr drehte er den ersten seiner zahlreichen Spielfilme, in denen er meist Geschichten von Liebe, Abschieden und Enttäuschungen erzählt; von manchen als altmodische Romanzen bezeichnet, sahen andere Kritiker subtextuelle Bedeutungen in seinen meist einfachen, mit Warmherzigkeit inszenierten Geschichten.
Sein erster internationaler Erfolg war das Filmdrama Ein Mann und eine Frau (gespielt von Jean-Louis Trintignant und Anouk Aimée), für das er 1966 die Goldene Palme beim Filmfestival von Cannes und 1967 den Oscar für das beste Originaldrehbuch erhielt. Eine zweite Nominierung für den Oscar erhielt er als bester Regisseur. Eine weitere Oscarnominierung in der Kategorie Bestes Originaldrehbuch erhielt er 1976 für den Film Ein Leben lang.
Lelouch war dreimal verheiratet, zuletzt mit der italienischen Filmschauspielerin Alessandra Martines, von der er sich 2008 trennte. Er hat sieben Kinder. Aus seiner Ehe mit der Schauspielerin Évelyne Bouix stammt die gemeinsame Tochter Salomé Lelouch (* 1983), die als Schauspielerin ebenfalls beim Film tätig ist.
Im Jahr 2018 war Lelouch in einer Folge von Call My Agent! als er selbst zu sehen. Am 13. Januar 2018 berichtete die Zeitung Le Parisien vom Diebstahl mehrerer Taschen beim Ausladen aus dem Auto bei seiner Urlaubsrückkehr. Verloren gingen dabei nicht nur während Jahrzehnten in „magischen Koffern“ angesammelte Notizen, sondern auch das einzige Exemplar des Drehbuchs zum geplanten Film Oui et Non. Der Regisseur „wartet auf ein Wunder“ und hoffe auf eine Rückgabe.

## Filmografie (Auswahl)
Als Regisseur

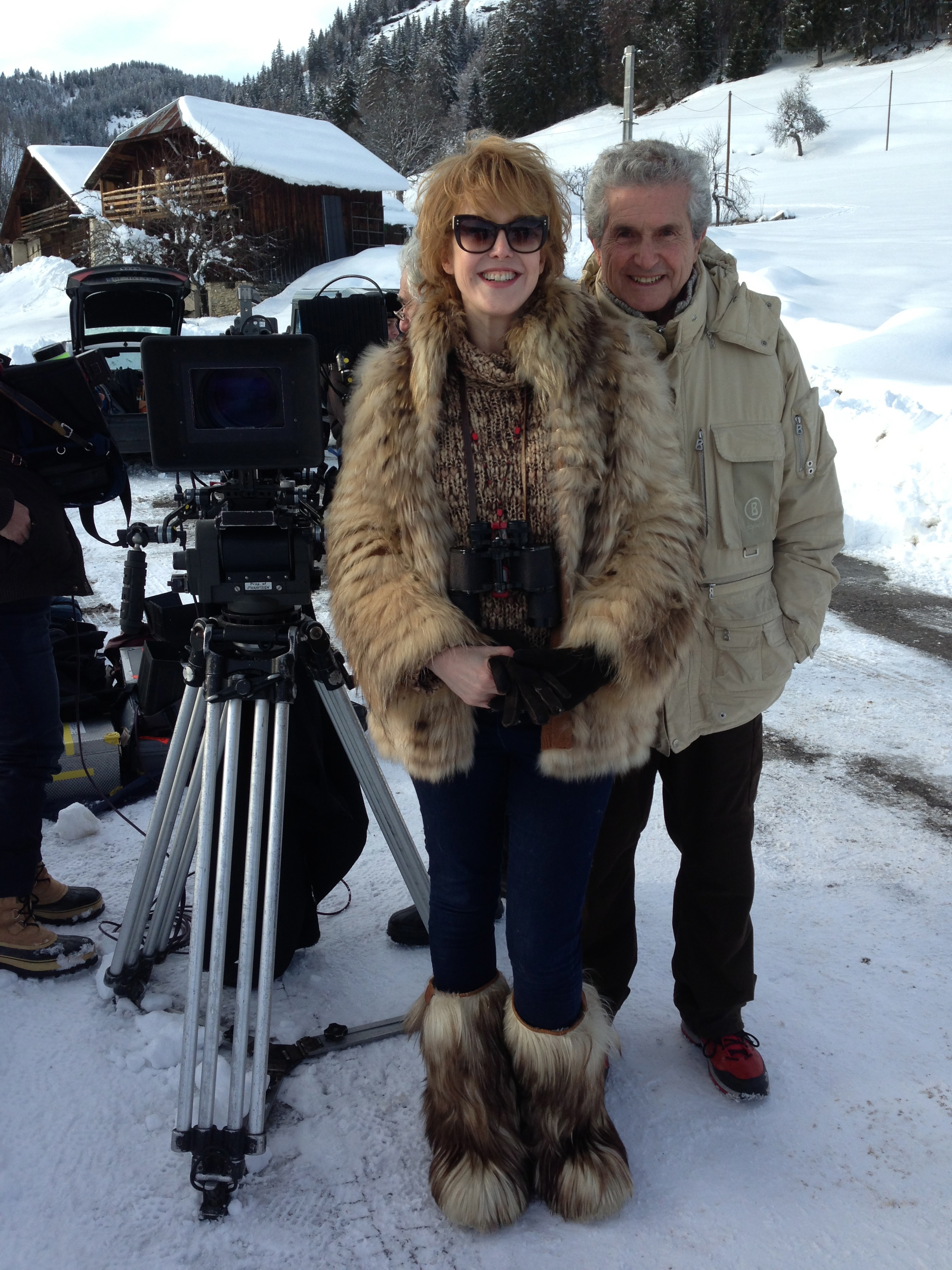
Lelouch 2013 am Set von Salaud, on t’aime mit Agnès Soral

- 1957: La guerre du silence (Dokumentarkurzfilm)
- 1961: Le propre de l’homme
- 1962: Die Fahndung (L’amour avec des si)
- 1964: Das Mädchen und die Gangster (Une fille et des fusils)
- 1966: Ein Mann und eine Frau (Un homme et une femme)
- 1967: Lebe das Leben (Vivre pour vivre)
- 1967: Fern von Vietnam (Loin du Vietnam, Dokumentarfilm)
- 1968: Männer, Mädchen und Medaillen (13 jours en France, Dokumentarfilm)
- 1968: Das Leben, die Liebe, der Tod (La vie, l’amour, la mort)
- 1968: Um das gelbe Trikot (… pour un maillot jaune, Dokumentarkurzfilm)
- 1969: Der Mann, der mir gefällt (Un homme qui me plaît)
- 1970: Voyou – Der Gauner (Le voyou)
- 1971: Smic, Smac, Smoc – Die Drei vom Trockendock (Smic, smac, smoc)
- 1971: Die Entführer lassen grüßen (L’aventure, c’est l’aventure)
- 1973: Ein glückliches Jahr (La bonne année)
- 1973: München 1972 – 8 berühmte Regisseure sehen die Spiele der XX. Olympiade (Visions of Eight, Dokumentarfilm)
- 1974: Ein Leben lang (Toute une vie)
- 1974: Eine Ehe (Mariage)
- 1975: Eine Katze jagt die Maus (Le chat et la souris)
- 1976: Der Gute und die Bösen (Le bon et les méchants)
- 1976: Ein Hauch von Zärtlichkeit (Si c’était à refaire)
- 1976: C’était un rendez-vous (C’était un rendez-vous, Kurzfilm)
- 1977: Ein anderer Mann – eine andere Frau (Un autre homme, une autre chance)
- 1978: Ein Mann sucht eine Frau (Robert et Robert)
- 1979: Allein zu zweit (À nous deux)
- 1981: Ein jeglicher wird seinen Lohn empfangen … (Les uns et les autres)
- 1983: Edith und Marcel (Edith et Marcel)
- 1984: Viva la vie – Es lebe das Leben (Viva la vie)
- 1985: Weggehen und wiederkommen (Partir, revenir)
- 1986: Ein Mann und eine Frau – 20 Jahre später (Un homme et une femme: 20 ans déjà)
- 1987: Die Zeit des Verbrechens (Attention bandits!)
- 1988: Der Löwe (Itinéraire d’un enfant gâté)
- 1990: So sind die Tage und der Mond (Il y a des jours … et des lunes)
- 1991: Die schönste Geschichte der Welt (La belle histoire)
- 1993: Alles für die Liebe (Tout ça … pour ça)
- 1995: Les Misérables (Les misérables du vingtième siècle)
- 1996: Männer und Frauen – Eine Gebrauchsanweisung (Hommes, femmes, mode d’emploi)
- 1998: Begegnung in Venedig (Hasards ou coincidences)
- 1999: Une pour toutes
- 2002: 11′09″01 – September 11 (Regie der 2. Episode)
- 2002: And Now … Ladies & Gentlemen (And Now … Ladies and Gentlemen)
- 2005: Le courage d’aimer
- 2007: Roman de gare
- 2010: Ces amours-là
- 2011: D’un film à l’autre (Dokumentarfilm)
- 2014: Salaud, on t’aime
- 2015: Un plus une
- 2017: Chacun sa vie
- 2019: Die schönsten Jahre eines Lebens (Les plus belles années d’une vie)
- 2019: La vertu des impondérables
- 2024: Finalement

## Auszeichnungen (Auswahl)
César

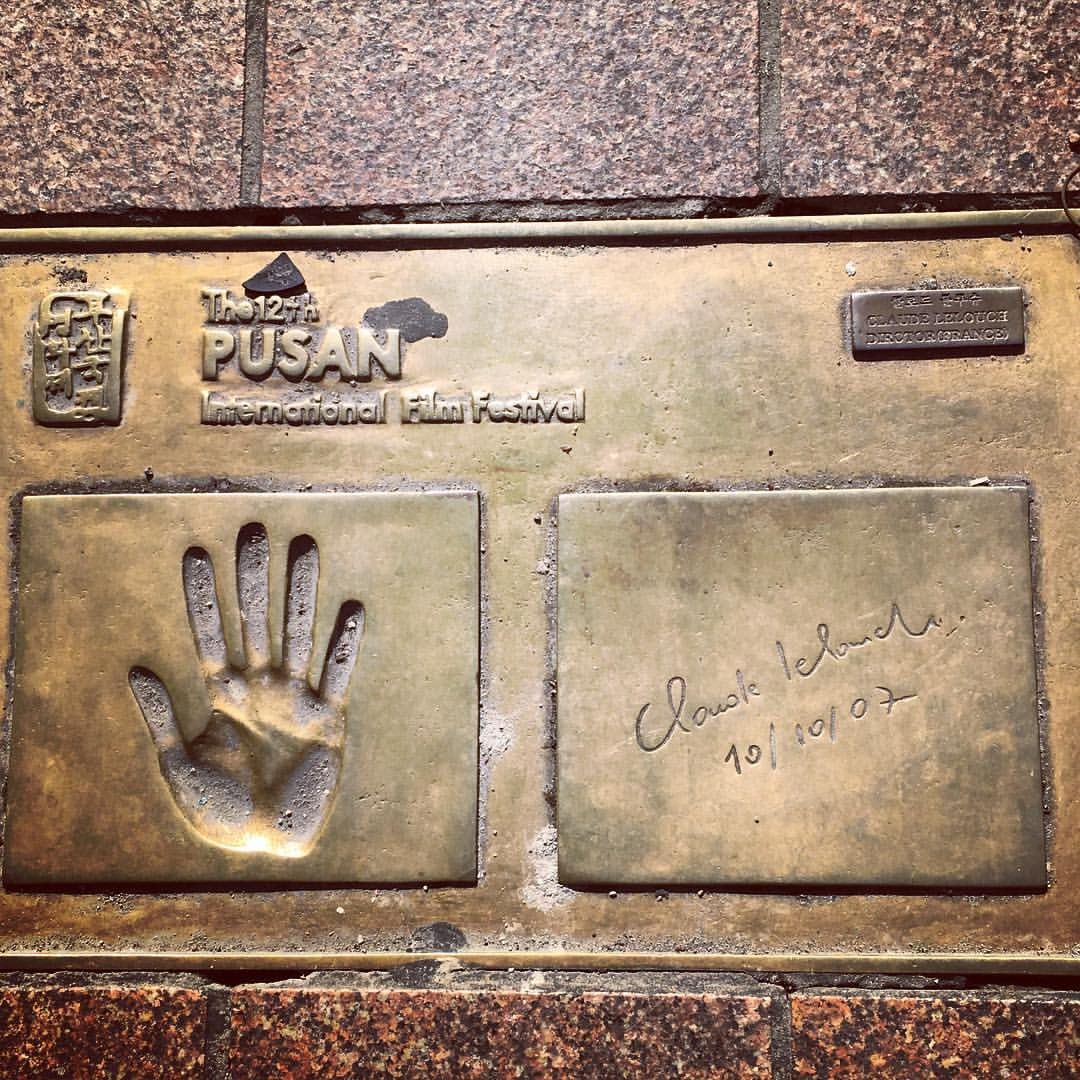
Lelouchs Handabdruck am BIFF Square in Busan

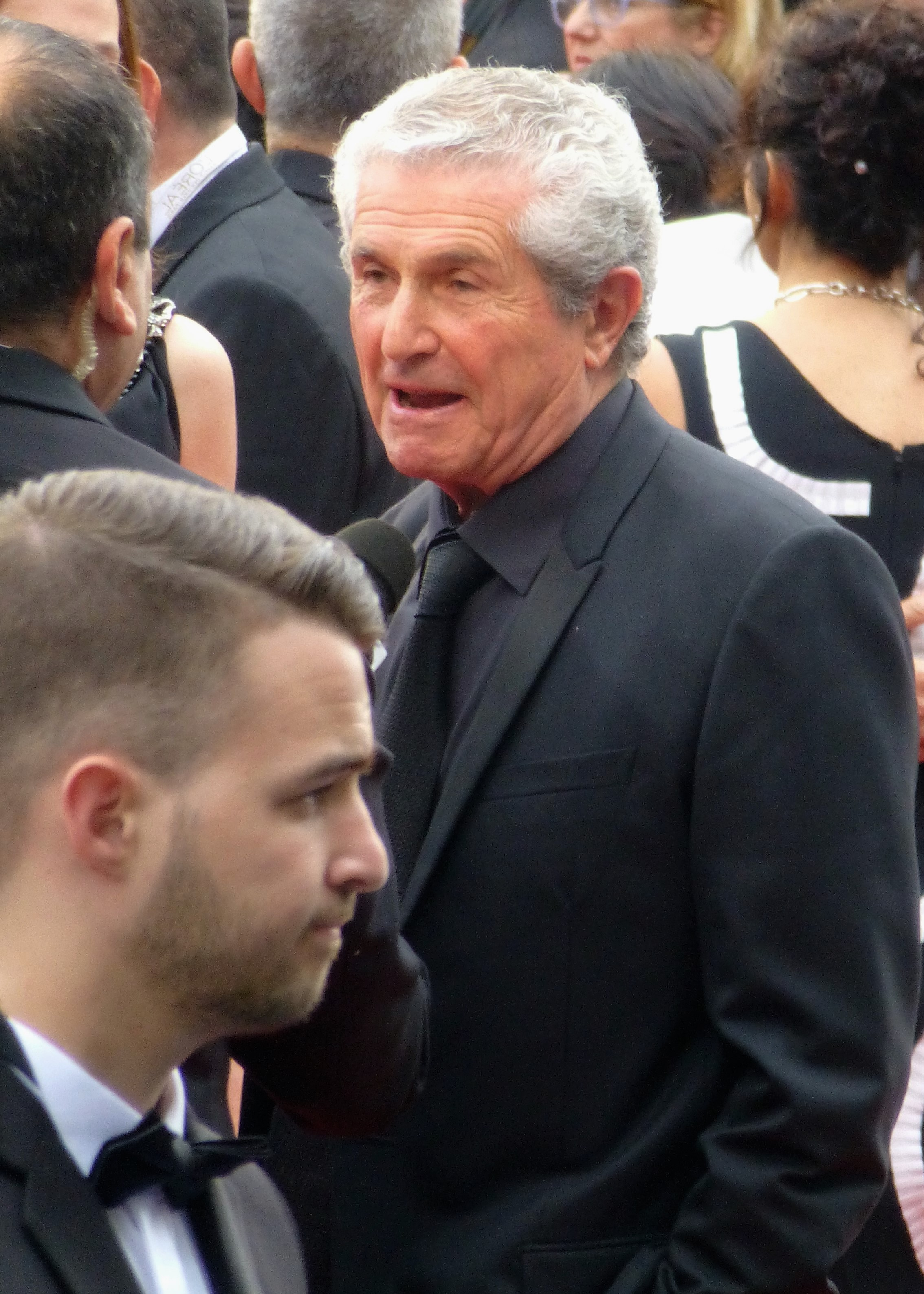
Lelouch in Cannes 2016

- 1982: Nominierung in der Kategorie Bester Film für Ein jeglicher wird seinen Lohn empfangen …
- 2003: Nominierung in der Kategorie Bester europäischer Film für 11′09″01 – September 11

Oscar
- 1967: Bestes Originaldrehbuch (zusammen mit Pierre Uytterhoeven) für Ein Mann und eine Frau
- 1967: Bester fremdsprachiger Film für Ein Mann und eine Frau
- 1967: Nominierung in der Kategorie Beste Regie für Ein Mann und eine Frau
- 1968: Nominierung in der Kategorie Bester fremdsprachiger Film für Lebe das Leben
- 1976: Nominierung in der Kategorie Bestes Originaldrehbuch für Ein Leben lang

Golden Globe
- 1967: Bester fremdsprachiger Film für Ein Mann und eine Frau
- 1967: Nominierung in der Kategorie Beste Regie für Ein Mann und eine Frau
- 1968: Bester fremdsprachiger Film für Lebe das Leben
- 1996: Bester fremdsprachiger Film für Les Misérables

BAFTA Award
- 1968: Nominierung in der Kategorie Bester Film für Ein Mann und eine Frau
- 1996: Nominierung in der Kategorie Bester nicht-englischsprachiger Film für Les Misérables

Blue Ribbon Award
- 1967: Bester ausländischer Film für Ein Mann und eine Frau

Chicago International Film Festival
- 1984: Nominierung für den Gold Hugo in der Kategorie Bester Spielfilm für Es lebe das Leben
- 1985: Nominierung für den Gold Hugo in der Kategorie Bester Spielfilm für Weggehen und wiederkommen
- 1989: Nominierung für den Gold Hugo in der Kategorie Bester Spielfilm für Der Löwe
- 1990: Nominierung für den Gold Hugo in der Kategorie Bester Spielfilm für So sind die Tage und der Mond
- 1995: Publikumspreis für Les Misérables
- 1996: Nominierung für den Gold Hugo in der Kategorie Bester Spielfilm für Männer und Frauen – Eine Gebrauchsanweisung
- 2000: Nominierung für den Gold Hugo in der Kategorie Bester Spielfilm für Eine für alle
- 2011: Ehrenpreis für das Lebenswerk
- 2014: Publikumspreis für Salaud, on t’aime

David di Donatello
- 1971: Bester ausländischer Regisseur für Voyou – Der Gauner

Directors Guild of America Award
- 1967: Nominierung für Ein Mann und eine Frau

Internationale Filmfestspiele Berlin
- 1964: Nominierung für den Goldenen Bären für Die Fahndung
- 1968: Nominierung für den Goldenen Bären (zusammen mit François Reichenbach) für Männer, Mädchen und Medaillen

Internationale Filmfestspiele von Cannes
- 1966: Goldene Palme für Ein Mann und eine Frau
- 1981: Nominierung für die Goldene Palme für Ein jeglicher wird seinen Lohn empfangen …

Internationales Filmfestival Moskau
- 2010: Spezialpreis für herausragende Leistungen für das Weltkino

Internationale Filmfestspiele von Venedig
- 1990: Nominierung für den Goldenen Löwen für So sind die Tage und der Mond
- 1996: Nominierung für den Goldenen Löwen für Männer und Frauen – Eine Gebrauchsanweisung
- 2002: UNESCO-Preis für 11′09″01 – September 11
- 2024: Cartier Glory to the Filmmaker Award[6]

Montreal World Film Festival
- 1993: Beste Regie für Alles für die Liebe
- 2014: Grand Prix Special des Amériques

Nastro d’Argento
- 1967: Bester nichtitalienischer Film für Ein Mann und eine Frau

Weitere
- 1997: Commandeur de l’Ordre des Arts et des Lettres (Komtur des Ordens der Künste und der Literatur)[7]
- 2008: Chevalier de la Légion d’honneur (Ritterkreuz der Ehrenlegion)[8]
- 2016: Commandeur de l’Ordre de la Couronne (Komtur des belgischen Kronenordens)[9]
- 2018: Officier de la Légion d’honneur (Offizierskreuz der Ehrenlegion)[10]

## Bibliografie (Auswahl)
- 2000: Claude Lelouch und Jean-Philippe Chatrier: Itinéraire d’un enfant très gâté, Robert Laffont, Coll. «Vécu».
- 2008: Claude Lelouch, Claude Baignères und Sylvie Perez: Ces années-là, Fayard. Conversations avec Claude Baignères et Sylvie Perez
- 2005: Yves Alion, Jean Ollé-Laprune: Claude Lelouch: Mode d’emploi, Calmann-Lévy.